# Stephanodaphne schatzii
Stephanodaphne schatzii är en tibastväxtart som beskrevs av Z.S.Rogers. Stephanodaphne schatzii ingår i släktet Stephanodaphne och familjen tibastväxter. Inga underarter finns listade i Catalogue of Life.